# 島根県道196号荘原停車場線
島根県道196号荘原停車場線（しまねけんどう196ごう しょうばらていしゃじょうせん）は、島根県出雲市を通る一般県道である。

## 概要
JR西日本山陰本線 荘原駅から出雲市斐川町学頭の国道9号・島根県道184号平田荘原線交点に至る。本路線は国道9号の旧道である。

### 路線データ
- 起点：島根県出雲市斐川町学頭（JR西日本山陰本線 荘原駅）
- 終点：島根県出雲市斐川町学頭（学頭交差点、国道9号交点、島根県道184号平田荘原線終点）
- 総延長：0.5 km

## 路線状況

### 道路施設

#### 橋梁
- 長松橋（七日市川、出雲市）
- 石川橋（新石川、出雲市）

## 地理

### 通過する自治体
- 島根県
  - 出雲市

### 交差する道路
| 交差する道路                    | 交差する場所 | 交差する場所      |
| ------------------------------- | ------------ | ----------------- |
| 国道9号 島根県道184号平田荘原線 | 斐川町学頭   | 学頭交差点 / 終点 |

### 沿線
- JR西日本山陰本線 荘原駅
- 道の駅湯の川（終点付近）